# Croix d'honneur reussoise

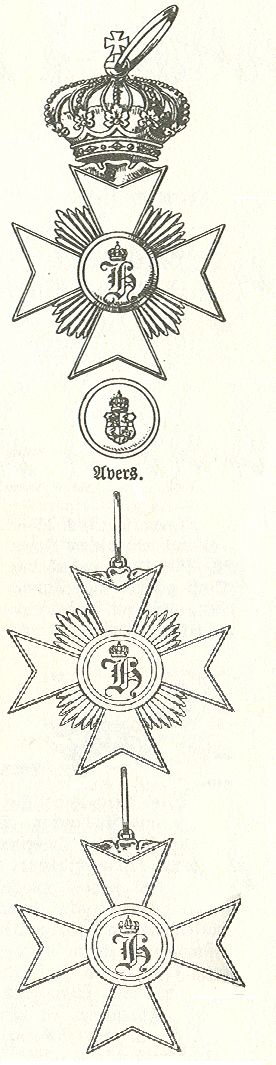
Croix d'honneur reussoise

La croix d'honneur princière reussoise est un ordre du mérite de la branche cadette de la Principauté de Reuss. Après le règne de la Principauté de Reuss, la branche ainée est reprise par Henri XIV. L'ordre est étendu à l'ensemble de la Principauté de Reuss en 1902 en tant qu'ordre de la maison princière de Reuss.

## Histoire
Le 24 mai 1869, le prince Henri XIV Reuss branche cadette créé la croix d'honneur princière reussoise. Cet ordre est décerné pour des services particulièrement loyaux et en reconnaissance d'excellents résultats. À l'origine, il comporte trois classes et peut être attribué aux nationaux et aux étrangers. En 1885, les statuts sont prolongés d'une classe et en 1897, une médaille d'or du mérite est offerte.
En 1902, Henri XIV assure également la régence pour l'héritier du trône, Henri XXIV, de la branche aînée de la Principauté de Reuss, incapable de régner, et élargit l'ordre à toute la Principauté de Reuss. Henri XXVII ajoute des épées croisées d'argent et d'or en 1909 et ajoute une couronne à la médaille comme distinction spéciale. Dans le même temps, une croix d'officier est offerte, qui peut également être décernée avec une couronne et des épées. En 1915, pendant la Première Guerre mondiale, Henri XXVII fait également don du ruban de guerre, qui peut être décerné pour service patriotique dans la guerre sans que le bénéficiaire soit au front.

## Décoration
La médaille se compose d'une croix à huit pointes émaillée de blanc et bordée d'or avec des rayons d'or poli dans les angles. L'avers du médaillon émaillé noir, qui est entouré d'un anneau d'or, montre les armoiries de la maison de Reuss et au revers H surmonté d'une couronne (pour Heinrich en tant que donateur).
La 1re et 2e classe ne diffère que par la taille. La première classe peut être récompensée par une couronne sur la croix comme récompense spéciale. La 3e classe a de l'argent au lieu de l'émail blanc et des bords et des rayons dorés. La 4e classe n'a pas de rayons.
La médaille du mérite porte l'inscription Für Verdienst dans une couronne de feuilles de chêne à l'avers et le nom H au revers. Toutes les croix et médailles sont portées sur un ruban rouge amarante. L'ordre de la première classe se porte autour du cou, tous les autres sur le sein gauche ou à la boutonnière.
Avec le ruban de guerre créé à partir de 1915, il y a 38 décorations différentes pour cet ordre.